# Rozanne Slik
Pour les articles homonymes, voir Slik.
Rozanne Slik née le 12 avril 1991 à Bergen, est une coureuse cycliste néerlandaise. C'est la sœur d'Ivar Slik.

## Biographie
Durant sa jeunesse, elle combine la route et le VTT. Elle se classe ainsi septième du championnat d'Europe de VTT espoirs en 2008. En 2015, sur la deuxième étape des Auensteiner-Radsporttage, elle s'échappe avec  Maja Włoszczowska  en début de parcours et la bat au sprint. Sur la Route de France féminine 2016, elle se montre très régulière et termine à la quatrième place de l'épreuve. 
Elle étudie les sciences économiques.

## Palmarès sur route
- 2015
  - 2e étape des Auensteiner-Radsporttage
- 2018
  - 5e étape du Tour de Thuringe

### Classements mondiaux
| Année                                 | 2012 | 2013 | 2014 | 2015 | 2016 | 2017 | 2018 | 2019 |
| ------------------------------------- | ---- | ---- | ---- | ---- | ---- | ---- | ---- | ---- |
| Classement UCI                        | 358e | nc   | 213e | 251e | 137e | 498e | 180e | 706e |
| UCI World Tour                        |      |      |      |      | 100e | 177e | 93e  | 172e |
|                                       |      |      |      |      |      |      |      |      |
| Légende : nc = non classéSource : UCI |      |      |      |      |      |      |      |      |

## Palmarès sur piste

### Championnats nationaux
- 2006
  - 3e de l'omnium cadettes
- 2007
  - 2e du 500 m juniors
  - 2e de la vitesse individuelle juniors
  - 2e du keirin juniors
- 2008
  - 2e du scratch juniors
  - 3e de la vitesse individuelle juniors

## Palmarès en VTT
- 2012
  - Zoetermeer
  - 2e du championnat des Pays-Bas de cross-country
- 2017
  -  Médaillée de bronze du championnat d'Europe de beachrace
- 2018
  -  Médaillée de bronze du championnat d'Europe de beachrace
- 2021
  -  Médaillée de bronze du championnat d'Europe de beachrace